# Petrus Pavlicek
Petrus Pavlicek (Innsbruck, 6 de janeiro de 1902 - Viena, 14 de dezembro de 1982) foi um padre Franciscano (OFM) e fundador da Cruzada de Reparação do Santo Rosário pela Paz no Mundo.

## Vida
Segundo filho do oficial imperial e real Augustin Pavlicek e de Gabriele Alscher, foi batizado com o nome Otto. Sua mãe faleceu quando ele tinha dois anos de idade. Então, seu pai com os filhos, mudou-se para Viena e, em 1915, para Olomouc; onde, em 1920, Pavlicek passou no exame de admissão de um instituto superior de educação e, em seguida, por desejo de seu pai, parou com os estudos e trabalhou na fábrica de móveis Thonet.
Ele abandonou a igreja em 1921, fez o serviço militar de 1922 a 1924 e posteriormente trabalhou, em Praga, na companhia Brown, Boveri & Cia. Como o trabalho nessa empresa não fosse de seu agrado, estudou de 1927 a 1930 na academia de belas artes de Wroclaw, morou depois, como artista, em Paris e Londres, onde ele, em 10 de dezembro de 1932, casou-se no civil com a artista Kathleen Nell Brockhouse. O casamento durou apenas alguns meses. Pavlicek mudou-se para Cambridge, viveu durante 1933 em Brno e depois em Praga.
Após recuperar-se de uma grave doença, reingressou na Igreja Católica em 15 de dezembro de 1935 e decidiu tornar-se padre. Em 1936, ele visitou a Teresa Neumann, que o apoiou em seu plano. Ele não foi aceito pelos Franciscanos nem em Innsbruck, nem em Viena, pois já tinha 35 anos de idade. Mais tarde, ingressou em Praga e recebeu o nome religioso de Pedro (Petrus em alemão). Em 29 de agosto de 1938, fez os votos religiosos temporários e, três anos depois, os perpétuos. Em 14 de dezembro de 1941, foi ordenado padre.
Em 13 de maio de 1942, foi preso pela Gestapo por presumida fuga ao serviço militar e foi levado à corte marcial. O processo terminou declarando a sua inocência.
Em 7 de outubro, marchou para a frente ocidental, como paramédico, e acabou sendo capturado pelos americanos em 15 de agosto de 1944. Foi levado a Cherbourg-Octeville, onde atuou como capelão do campo de prisioneiros de guerra e soube, pela primeira vez, por um livreto, das Aparições de Fátima.
Em 16 de julho de 1945, foi libertado do cativeiro e, por ser "alemão", não pode retornar a Praga, foi então para Viena, onde foi nomeado missionário. Em 2 de fevereiro de 1946, fez uma peregrinação a Mariazell em agradecimento por ter retornado são e salvo da segunda grande guerra. Lá, ouviu uma voz interior, que dizia: “Faça como peço e haverá paz”. Essas palavras lembraram-no da mensagem de Fátima e ele fundou, em fevereiro de 1947, a Cruzada de Reparação do Santo Rosário pela Paz no Mundo (RSK).
Desde setembro de 1948, a cada mês na Igreja Franciscana, em Viena, são realizadas cerimônias pela paz.
Desde 1949, publica um periódico, que hoje se chama “Betendes Gottesvolk” ( Povo Orante de Deus, em tradução livre). De 1950 a 1955, organizou, em setembro, a procissão anual do Nome de Maria, na Ringstrasse em Viena. Ele considerou a assinatura do Tratado do Estado da Áustria, em maio de 1955, como uma conquista do movimento de reza do rosário. O padre Petrus liderou a Cruzada de Reparação do Santo Rosário pela Paz no Mundo até a sua morte.
O padre Petrus foi sepultado na Igreja Franciscana. Seu processo de canonização iniciou-se em 13 de outubro de 2000.

## Trabalhos
• Das Sühne-Opfer Jesu und Mariä für die Sünder der Welt. Rosenkranz-Sühnekreuzzug um den Frieden der Welt, Vienna 1961
• Artigos frequentes na revista Betendes Gottesvolk